# Prionus poultoni
Prionus poultoni är en skalbaggsart som beskrevs av Auguste Lameere 1912. Prionus poultoni ingår i släktet Prionus och familjen långhorningar. Inga underarter finns listade i Catalogue of Life.